# 의사결정 지원 시스템

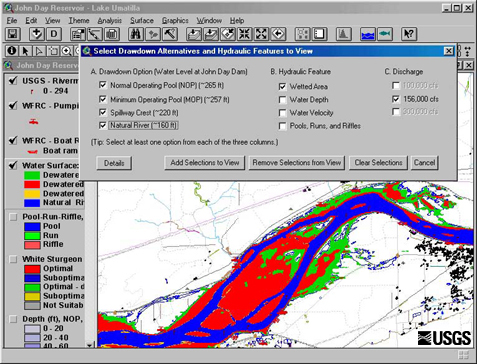
존 데이 저수지의 의사 결정 지원 시스템의 예.

의사결정 지원 시스템(DSS, Decision Support System)이란 1978년 킨(D. Keen)과 스캇 모턴(M. Scott Morton)의 저서에서 처음 사용됨으로써 단순히 정보를 수집, 저장, 분배하기 위한 시스템을 넘어서 사용자들이 기업의 의사결정을 쉽게 내릴 수 있도록 사업 자료를 분석해주는 역할을 하는 컴퓨터 응용 프로그램이다. DSS는 최고경영층을 포함한 모든 경영층의 의사결정자의 계산 부담을 덜어주고 정보를 도식화하여 분석모형과 데이터를 제공함으로써 의사결정자의 의사결정과정이 보다 효과적으로 이루어지게 해준다.(의사결정의 대안 제시)
기업경영에 당면하는 여러 가지 문제를 해결하기 위해 복수의 대안을 개발하고, 비교 평가하여 최적안을 선택하는 의사결정과정을 지원하는 정보시스템으로 정의된다. 구체적으로 분석모형, 데이터베이스, 대화식 컴퓨터모형화 과정 등을 통해 반 구조적 비구조적 성격을 갖는 의사결정문제에 대해 개별관리자의 의사결정 스타일과 정보유구를 반영하여 의사결정과정을 지원하는 시스템이다.

## 구성요소
데이터베이스 시스템
데이터베이스 시스템은 의사결정에 필요한 다양한 데이터를 저장하고 있는 데이터베이스와 이를 관리하는 데이터베이스 관리시스템(DBMS : Data Base Management System)으로 구성되어 있다. 의사결정지원시스템에 있어서 데이터베이스 시스템의 기능은 의사결정에 필요한 데이터를 저장관리하고 이를 제공하는 것이다. 데이터베이스에는 조직의 내부 데이터베이스, 외부 데이터베이스, 그리고 경영관리자의 개인 데이터베이스 등이 포함된다.
모델베이스 시스템
모델베이스 시스템은 의사결정에 필요한 다양한 모델등을 저장하고 있는 모델베이스와 이들을 관리하는 모델베이스 관리시스템(MBMS : Model Base Management System)으로 구성된다. 특히 모델베이스 시스템은 의사결정에 필요한 모델을 개발하고 수정하고 통제하는 기능을 제공함으로써 의사결정지원에 있어 핵심적인 역할을 수행한다.
사용자 인터페이스
사용자 인터페이스는 데이터의 입력과 출력, 그리고 다양한 분석과정에서 일어나는 사용자와 시스템간의 인터페이스 환경을 제공하는 시스템모듈을 말한다. 주로 메뉴방식이나 그래픽 처리형식을 이용하여 사용자가 이해하기 쉽고 사용하기 쉬운 대화기능을 제공하기 때문에 대화생성 및 관리소프트웨어(DGMS : Dialogue Generation and Management Software)라고도 한다.
지식베이스 시스템
정량적인(quantitative)정보를 제공
사용자
의사결정지원시스템의 사용자는 주로 기업경영의 주요 의사결정을 담당하는 경영관리자들이다. 이들은 당면한 의사결정에 가장 적절한 모델을 모델베이스로부터 선정하고 필요한 데이터를 데이터베이스로부터 제공받거나 직접 입력한 다음, 대안들을 평가하고 분석하여 최적의 대안을 선택하는 의사결정과정을 수행한다.

## 적용
의학 분야에서는 임상 의사결정 지원 시스템으로 활용되고 있다.

## 같이 보기
- 결정 이론
- 전문가 시스템
- 배낭 문제
- 예측 분석
- 프로젝트 관리 소프트웨어

## 참고 문헌
- Laudon, Kenneth C, Jane P. 《Management Information Systems 12/E: Managing the Digital Firm》. Pearson Education Asia. p.78쪽. ISBN-10 : 027375453X / ISBN-13 : 9780273754534.